# Bastennes
Bastennes is een gemeente in het Franse departement Landes (regio Nouvelle-Aquitaine) en telt 241 inwoners (1999). De plaats maakt deel uit van het arrondissement Dax.

## Geografie
De oppervlakte van Bastennes bedraagt 7,3 km², de bevolkingsdichtheid is 33,0 inwoners per km².
De onderstaande kaart toont de ligging van Bastennes met de belangrijkste infrastructuur en aangrenzende gemeenten.

## Demografie
Onderstaande figuur toont het verloop van het inwonertal (bron: INSEE-tellingen).